# Teddy Bautista
Eduardo Bautista García (Las Palmas de Gran Canaria, 27 de mayo de 1943), más conocido como Teddy Bautista, es un músico y actor teatral español, líder del grupo musical Los Canarios. Fue presidente del Consejo de Dirección de la Sociedad General de Autores y Editores (SGAE) entre 1995 y 2011, año en que tuvo que abandonar el puesto debido a las acusaciones de malversación y mala gestión del Caso Saga, posteriormente reconocidas como falsas. Conocido por su papel de Judas Iscariote, en la versión española del musical de Andrew Lloyd Webber llamado "Jesucristo Superstar"

## Biografía

### Carrera artística
Fue líder de Los Canarios, grupo de origen canario de finales de los años 1960, que se dedicaba a la música soul, derivando luego hacia el rock con metales. En 1968 tuvieron su mayor hit «Get on your knees». En junio de 1972 el grupo sufrió una seria crisis, cuando junto a su padre que era el mánager de la formación, procedió a la expulsión de los que habían sido durante seis años, tres de sus miembros.
Cabe destacar su posterior trabajo de rock progresivo Ciclos, versión electrónica de Las cuatro estaciones de Antonio Vivaldi, una obra más bien experimental en su momento en la que se fusiona el rock con los últimos avances de la música electrónica de la época.
Es destacable su aportación a la banda sonora de Jesucristo Superstar, en la que interpreta en su primera versión española a Judas Iscariote, uno de los personajes principales de la obra. También actuó en musicales (Annie, 1981) y en varias películas españolas de la década de 1980. Desde entonces no se ha dedicado a ninguna actividad creativa, centrándose en su cargo de presidente de la Sociedad General de Autores y Editores (SGAE).

### Presidencia de la SGAE
Fue presidente del Consejo de Dirección de la Sociedad General de Autores y Editores hasta el 12 de julio de 2011, cuando presentó su renuncia tras haber sido detenido días antes por un presunto desvío de fondos. Durante su presidencia, se vio envuelto en numerosas polémicas, en especial por su campaña en favor del canon compensatorio por copia privada en los soportes audiovisuales.

#### Detención
El 1 de julio de 2011, justo un día después de la victoria de la candidatura que Bautista encabezaba para dirigir de nuevo la SGAE, fue puesto a disposición judicial, junto a otros dos directivos, por apropiación indebida y desvío de fondos en el marco de una operación ordenada por la Fiscalía Anticorrupción en la que la Guardia Civil realizó un registro de la sede de la SGAE a raíz de una denuncia presentada por la Asociación de Internautas, la Asociación de Usuarios de Internet, la Asociación Española de Pequeñas y Medianas Empresas de Informática y Nuevas Tecnologías (APEMIT) y la Asociación Española de Hosteleros Víctimas del Canon (VACHE).
El 3 de julio de 2011 fue puesto en libertad sin fianza e imputado de tres delitos: societario, apropiación indebida y administración fraudulenta. Además, se le retira el pasaporte y se le prohíbe salir del país.[cita requerida]
En septiembre de 2017 el juez cifra en 21 millones el saqueo de Teddy Bautista en la SGAE.
Entre octubre y diciembre del 2020 se celebró otro juicio, al que acudió en calidad de acusado, por los delitos de desvío de fondos y falsedad documental. En 2021 quedó absuelto de estas acusaciones reconocidas como falsas e indebidas.

### Actividad empresarial
Bautista, además de ser presidente de la SGAE, fue administrador de otras 6 empresas:
- Arteria Teatro Campos Elíseos de Bilbao (es también apoderado)
- Centro de Producción Audiovisual Autor
- Exhibidores Unidos (es también apoderado)
- Tramart Venta de Productos Culturales
- Ediciones y Publicaciones Autor
- EMVI (es también apoderado)

## Vida privada
En 1982 se casó con Paloma Siles, de la que se divorció tres años más tarde. Fruto de este matrimonio tuvo una hija llamada Yaiza. Durante algún tiempo su exmujer vivió en la indigencia y  se vio obligada a ejercer la mendicidad con una guitarra en las calles de Madrid. De su segundo matrimonio con Rosa Falcón han nacido sus hijos Laura y Eduardo.